# オイアナ・ブランコ
オイアナ・ブランコ・エチェベリア（Oiana Blanco Etxeberria、1983年5月13日 - ）はスペイン・バスク州ギプスコア県オリオ出身の女子柔道家。身長154cm。

## 来歴
柔道は4歳の時に始めた。2009年の世界選手権では決勝で福見友子に敗れたが2位となった。
2012年のロンドンオリンピックでは初戦で福見に敗れた。

## 主な戦績
- 2006年 - 世界学生　2位
- 2009年 - ヨーロッパ選手権　5位
- 2009年 - 世界選手権　2位
- 2010年 - ヨーロッパ選手権　3位
- 2011年 - ワールドカップ・マドリード　優勝
- 2011年 - ワールドカップ・マイアミ　優勝
- 2011年 - ワールドカップ・アルマトイ　優勝
- 2011年 - グランプリ・青島　2位
- 2012年 - ワールドマスターズ　5位
- 2012年 - ワールドカップ・ワルシャワ　優勝